# Being Human (US-amerikanische Fernsehserie)/Episodenliste

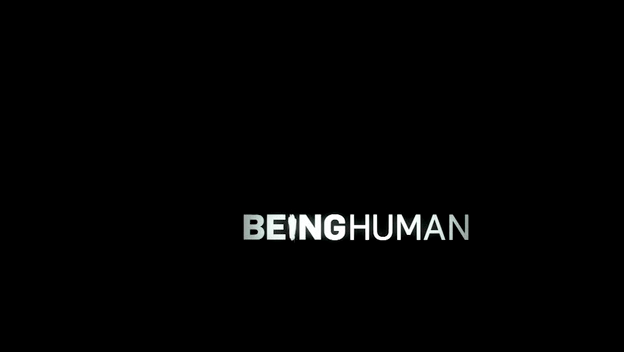
Logo zur Serie

Diese Episodenliste enthält alle Episoden der US-amerikanischen Dramedyserie Being Human, sortiert nach der US-amerikanischen Erstausstrahlung. Zwischen 2011 und 2014 entstanden in vier Staffeln insgesamt 52 Episoden mit einer Länge von jeweils etwa 42 Minuten.

## Übersicht
| Staffel | Episodenanzahl | Erstausstrahlung USA | Erstausstrahlung USA | Deutschsprachige Erstausstrahlung | Deutschsprachige Erstausstrahlung |
| Staffel | Episodenanzahl | Staffelpremiere      | Staffelfinale        | Staffelpremiere                   | Staffelfinale                     |
| ------- | -------------- | -------------------- | -------------------- | --------------------------------- | --------------------------------- |
| 1       | 13             | 17. Januar 2011      | 11. April 2011       | 5. Januar 2012                    | 29. März 2012                     |
| 2       | 13             | 16. Januar 2012      | 9. April 2012        | 1. August 2013                    | 22. August 2013                   |
| 3       | 13             | 14. Januar 2013      | 8. April 2013        | 1. Oktober 2013                   | 10. Oktober 2013                  |
| 4       | 13             | 13. Januar 2014      | 7. April 2014        | 10. Oktober 2014                  | 20. Oktober 2014                  |

## Staffel 1
Die Erstausstrahlung der ersten Staffel war vom 17. Januar bis zum 11. April 2011 auf dem US-amerikanischen Kabelsender Syfy zu sehen. Die deutschsprachige Erstausstrahlung sendete der österreichische Free-TV-Sender ATV vom 5. Januar bis zum 29. März 2012.
| Nr. (ges.) | Nr. (St.) | Deutscher Titel            | Originaltitel                                       | Erstausstrahlung USA | Deutschsprachige Erstausstrahlung (A) | Regie            | Drehbuch                    |
| ---------- | --------- | -------------------------- | --------------------------------------------------- | -------------------- | ------------------------------------- | ---------------- | --------------------------- |
| 1          | 1         | Zimmer ohne Aussicht       | There Goes the Neighborhood (1)                     | 17. Jan. 2011        | 5. Jan. 2012                          | Adam Kane        | Jeremy Carver & Anna Fricke |
| 2          | 2         | Die dunkelste aller Seiten | There Goes the Neighborhood (2)                     | 24. Jan. 2011        | 12. Jan. 2012                         | Adam Kane        | Jeremy Carver & Anna Fricke |
| 3          | 3         | Den Tod überwinden         | Some Thing to Watch Over Me                         | 31. Jan. 2011        | 19. Jan. 2012                         | Jerry Ciccoritti | Jeremy Carver & Anna Fricke |
| 4          | 4         | Orgie der Gewalt           | Wouldn’t It Be Nice (If We Were Human)              | 7. Feb. 2011         | 26. Jan. 2012                         | Jerry Ciccoritti | Chris Dingess               |
| 5          | 5         | Allein unter Wölfen        | The End of the World as We Knew It                  | 14. Feb. 2011        | 2. Feb. 2012                          | Charles Binamé   | Nancy Won                   |
| 6          | 6         | Geisterhaftes Treiben      | It Takes Two to Make a Thing Go Wrong               | 21. Feb. 2011        | 9. Feb. 2012                          | Charles Binamé   | Jeremy Carver & Anna Fricke |
| 7          | 7         | Tagebuch eines Getriebenen | I See Your True Colors… And That’s Why I Hate You   | 28. Feb. 2011        | 16. Feb. 2012                         | Jeremiah Chechik | Jeremy Carver & Anna Fricke |
| 8          | 8         | Spielen verboten!          | Children Shouldn’t Play With Undead Things          | 7. März 2011         | 23. Feb. 2012                         | Jeremiah Chechik | Chris Dingess               |
| 9          | 9         | Das Echo des Todes         | I Want You Back (from The Dead)                     | 14. März 2011        | 1. März 2012                          | Paolo Barzman    | Nancy Won                   |
| 10         | 10        | Höllenspektakel            | Dog Eat Dog                                         | 21. März 2011        | 8. März 2012                          | Paolo Barzman    | Jeremy Carver & Anna Fricke |
| 11         | 11        | Die Exorzistin             | Going Dutch                                         | 28. März 2011        | 15. März 2012                         | Erik Canuel      | Chris Dingess               |
| 12         | 12        | Mordlust                   | You’re the One That I Haunt                         | 4. Apr. 2011         | 22. März 2012                         | Erik Canuel      | Nancy Won                   |
| 13         | 13        | Die letzte Schlacht        | A Funny Thing Happened on the Way to Me Killing You | 11. Apr. 2011        | 29. März 2012                         | Adam Kane        | Jeremy Carver & Anna Fricke |

## Staffel 2
Die Erstausstrahlung der zweiten Staffel war vom 16. Januar bis zum 9. April 2012 auf dem US-amerikanischen Kabelsender Syfy zu sehen. Die ersten beiden Episoden wurden am 1. August auf sixx ausgestrahlt. Danach sendete Syfy Universal vom 7. bis zum 22. August 2013 die restlichen elf Episoden in deutschsprachiger Erstausstrahlung.
| Nr. (ges.) | Nr. (St.) | Deutscher Titel               | Originaltitel                           | Erstausstrahlung USA | Deutschsprachige Erstausstrahlung (D) | Regie               | Drehbuch                    |
| ---------- | --------- | ----------------------------- | --------------------------------------- | -------------------- | ------------------------------------- | ------------------- | --------------------------- |
| 14         | 1         | Endlich frei sein             | Turn This Mother Out                    | 16. Jan. 2012        | 1. Aug. 2013                          | Adam Kane           | Jeremy Carver & Anna Fricke |
| 15         | 2         | Das Leben schmeckt gut        | Do You Really Want to Hurt Me           | 23. Jan. 2012        | 1. Aug. 2013                          | Paolo Barzman       | Nancy Won                   |
| 16         | 3         | Am Ende der Nacht             | All Out of Blood                        | 30. Jan. 2012        | 7. Aug. 2013                          | Paolo Barzman       | Chris Dingess               |
| 17         | 4         | Sehnsucht nach Romantik       | (I Loathe You) For Sentimental Reasons  | 6. Feb. 2012         | 8. Aug. 2013                          | Charles Binamé      | Mike Ostrowski              |
| 18         | 5         | Das Herz der Kriegerin        | Addicted to Love                        | 13. Feb. 2012        | 8. Aug. 2013                          | Charles Binamé      | Lisa Randolph               |
| 19         | 6         | Affäre unter Geistern         | Mama Said There’d Be Decades Like These | 20. Feb. 2012        | 14. Aug. 2013                         | Stefan Pleszczynski | Jeremy Carver & Anna Fricke |
| 20         | 7         | Die Gilde der Jäger           | The Ties That Blind                     | 27. Feb. 2012        | 14. Aug. 2013                         | Stefan Pleszczynski | Celine Geiger               |
| 21         | 8         | Ein sicheres Haus zum Sterben | I’ve Got You Under Your Skin            | 5. März 2012         | 15. Aug. 2013                         | Stefan Schwartz     | Nancy Won                   |
| 22         | 9         | Der Reaper und sein Lehrling  | When I Think About You I Shred Myself   | 12. März 2012        | 15. Aug. 2013                         | Stefan Schwartz     | Mike Ostrowski              |
| 23         | 10        | Ein Teil von mir              | Dream Reaper                            | 19. März 2012        | 21. Aug. 2013                         | Paolo Barzman       | Keto Shimizu                |
| 24         | 11        | Verbannung und Verrat         | Don’t Fear the Scott                    | 26. März 2012        | 21. Aug. 2013                         | Paolo Barzman       | Chris Dingess               |
| 25         | 12        | Sonnenfinsternis              | Partial Eclipse of the Heart            | 2. Apr. 2012         | 22. Aug. 2013                         | Adam Kane           | Lisa Randolph               |
| 26         | 13        | Kein Weg zurück               | It’s My Party and I’ll Die If I Want to | 9. Apr. 2012         | 22. Aug. 2013                         | Adam Kane           | Jermey Carver & Anna Fricke |

## Staffel 3
Die Erstausstrahlung der dritten Staffel war vom 14. Januar bis zum 8. April 2013 auf dem US-amerikanischen Kabelsender Syfy zu sehen. Die deutschsprachige Erstausstrahlung sendete der Pay-TV-Sender Syfy vom 1. bis zum 10. Oktober 2013.
| Nr. (ges.) | Nr. (St.) | Deutscher Titel                       | Originaltitel                          | Erstausstrahlung USA | Deutschsprachige Erstausstrahlung (D) | Regie               | Drehbuch                    |
| ---------- | --------- | ------------------------------------- | -------------------------------------- | -------------------- | ------------------------------------- | ------------------- | --------------------------- |
| 27         | 1         | Ozean des Leidens                     | It’s a Shame About Ray                 | 14. Jan. 2013        | 1. Okt. 2013                          | Stefan Pleszczynski | Jeremy Carver & Anna Fricke |
| 28         | 2         | Böses Blut                            | (Dead) Girls Just Wanna Have Fun       | 21. Jan. 2013        | 1. Okt. 2013                          | Adam Kane           | Nancy Won                   |
| 29         | 3         | Geister in der Hexenküche             | The Teens They Are a Changin           | 28. Jan. 2013        | 2. Okt. 2013                          | Adam Kane           | Mike Ostrowski              |
| 30         | 4         | Hinter gläsernen Wänden               | I’m So Lonesome I Could Die            | 4. Feb. 2013         | 2. Okt. 2013                          | Jeff Renfroe        | Keto Shimizu                |
| 31         | 5         | Der Vampir an meinem Bett             | Get Outta My Dreams, Get Into My Mouth | 11. Feb. 2013        | 3. Okt. 2013                          | Jeff Renfroe        | Chris Dingess               |
| 32         | 6         | Cocktail für den Fürst der Finsternis | What’s Blood Got to Do With It?        | 18. Feb. 2013        | 3. Okt. 2013                          | Mairzee Almas       | Kate Burns                  |
| 33         | 7         | Hokuspokus                            | One is Silver and the Other Pagan      | 25. Feb. 2013        | 7. Okt. 2013                          | Mairzee Almas       | Lisa Randolph               |
| 34         | 8         | Der zweite Tod                        | Your Body is a Condemned Wonderland    | 4. März 2013         | 7. Okt. 2013                          | Kelly Makin         | Nancy Won                   |
| 35         | 9         | Katz und Maus                         | Of Mice and Wolfmen                    | 11. März 2013        | 8. Okt. 2013                          | Kelly Makin         | Keto Shimizu                |
| 36         | 10        | Zum Fressen gern                      | For Those About to Rot                 | 18. März 2013        | 8. Okt. 2013                          | Paolo Barzman       | Chris Dingess               |
| 37         | 11        | Versprechen der Ewigkeit              | If I Only Had a Raw Brain              | 25. März 2013        | 9. Okt. 2013                          | Paolo Barzman       | Mike Ostrowski              |
| 38         | 12        | Höllenbrut                            | Always a Bridesmaid, Never Alive       | 1. Apr. 2013         | 9. Okt. 2013                          | Stefan Pleszczynski | Lisa Randolph               |
| 39         | 13        | Für immer verflucht                   | Ruh Roh                                | 8. Apr. 2013         | 10. Okt. 2013                         | Stefan Pleszczynski | Anna Fricke                 |

## Staffel 4
Die Erstausstrahlung der vierten Staffel war vom 13. Januar bis zum 7. April 2014 auf dem US-amerikanischen Kabelsender Syfy zu sehen. Die deutschsprachige Erstausstrahlung erfolgte vom 10. bis zum 20. Oktober 2014 auf Syfy.
| Nr. (ges.) | Nr. (St.) | Deutscher Titel              | Originaltitel                   | Erstausstrahlung USA | Deutschsprachige Erstausstrahlung (D) | Regie               | Drehbuch       |
| ---------- | --------- | ---------------------------- | ------------------------------- | -------------------- | ------------------------------------- | ------------------- | -------------- |
| 40         | 1         | Flucht aus der Zwischenwelt  | Old Dogs, New Tricks            | 13. Jan. 2014        | 10. Okt. 2014                         | Stefan Pleszczynski | Anna Fricke    |
| 41         | 2         | Mitten ins Herz              | That Time Of The Month          | 20. Jan. 2014        | 13. Okt. 2014                         | Stefan Pleszczynski | Lisa Randolph  |
| 42         | 3         | Ramona                       | Lil’ Smokie                     | 27. Jan. 2014        | 13. Okt. 2014                         | Paolo Barzman       | Nancy Won      |
| 43         | 4         | Neues Leben                  | Panic Womb                      | 3. Feb. 2014         | 14. Okt. 2014                         | Paolo Barzman       | Mike Ostrowski |
| 44         | 5         | Der Alphawolf                | Pack It Up, Pack It In          | 10. Feb. 2014        | 14. Okt. 2014                         | Jeff Renfroe        | Chris Dingess  |
| 45         | 6         | Außer Kontrolle              | Cheater of the Pack             | 17. Feb. 2014        | 15. Okt. 2014                         | Jeff Renfroe        | Craig Lamarsh  |
| 46         | 7         | Galgenhumor                  | Gallows Humor                   | 24. Feb. 2014        | 15. Okt. 2014                         | Paolo Barzman       | Lisa Randolph  |
| 47         | 8         | Wanderin zwischen den Zeiten | Rewind, Rewind…                 | 3. März 2014         | 16. Okt. 2014                         | Stefan Pleszczynski | Casey Fisher   |
| 48         | 9         | Der Vollstrecker             | Too Far, Fast Forward!          | 10. März 2014        | 16. Okt. 2014                         | Stefan Pleszczynski | Nancy Won      |
| 49         | 10        | Die Unwissenden              | Oh Don’t You Die For Me         | 17. März 2014        | 17. Okt. 2014                         | Paolo Barzman       | Mike Ostrowski |
| 50         | 11        | Der Ursprung des Bösen       | Ramona the Pest                 | 24. März 2014        | 17. Okt. 2014                         | Jeff Renfroe        | Chris Dingess  |
| 51         | 12        | Gefangen im Horrorhaus       | House Hunting                   | 31. März 2014        | 20. Okt. 2014                         | Jeff Renfroe        | Lisa Randolph  |
| 52         | 13        | Schöne neue Welt             | There Goes the Neighborhood (3) | 7. Apr. 2014         | 20. Okt. 2014                         | Stefan Pleszczynski | Anna Fricke    |